# Hello Neighbor
Hello Neighbor је преживљавање хорор стелт игра коју је развио руски студио Dynamic Pixels и објавио tinyBuild . Првобитно објављен као јавне алфа верзије од 2016. до 2017., добио је потпуно издање за Microsoft Windows и Xbox One 8. децембра 2017., а касније за PlayStation 4, Nintendo Switch, iOS и Андроид 26. јула 2018.
У игри, играчи преузимају улогу Никија Рота, који истражује свог језивог и мистериозног комшију преко пута по имену Теодор Питерсон (који се обично назива господин Петерсон или комшија). Њихов циљ је да се успешно ушуњају у подрум комшијске куће како би открили мрачну тајну, избегавајући да их он ухвати.  Вештачка интелигенција (енглески: AI (Artificial Intelligend)) игре модификује понашање суседа на основу прошлих радњи играча, као што је постављање замки дуж путања које је играч пратио у претходном покушају.   
Док су почетне алфа верзије Hello Neighbor биле позитивно примљене од стране фанова и критичара, финални производ је наишао на углавном негативне критике. Критичари су критиковали игру, контролну шему и техничке перформансе, иако су неки хвалили причу, елементе мистерије и уметнички стил. Упркос негативном пријему, игра је изнедрила франшизу, почевши од прекуела, Hello Neighbor: Hide and Seek, објављеног у децембру 2018. Два спин-оффа за више играча, Secret Neighbor и Hello Engineer, објављени су у октобру 2019. и октобру 2021. године. Очекује се да ће самостални наставак, Hello Neighbor 2, бити објављен у децембру 2022. 

## Играње
У Hello Neighbor-у, играч проналази да се усељава у нову кућу преко пута мистериозног комшије који се понаша параноично и чини се да чува тајну у свом подруму. Задатак играча је да провали у комшијину кућу и реши низ загонетки како би прикупио предмете потребне за откључавање и приступ његовом подруму. Док играч истражује комшијину кућу, мистериозни комшија их не сме приметити, или ће бити потерани, а ако играч није довољно брз да се сакрије или побегне, биће заробљени. Играч може омамити комшију бацањем предмета на њега ради лакшег бекства. Ако играч буде ухваћен (или претрпи озбиљну повреду), биће враћен у своју кућу и мораће поново да проваљује. Када поново почне, играч мора бити опрезнији, јер ће комшија закључити покрете из последњег покушаја постављања замки.  Међутим, играч може да користи подешавања игре да укључи режим „пријатељског“ суседа, спречавајући комшију да постави ове замке и наводећи га да буде мање агресиван у својим активностима. Међутим, и даље га треба избегавати по сваку цену. 
Игра је подељена на четири дела: Act 1, Act 2, Act 3 и Act Finale. Игра се игра у перспективи из првог лица, а играч мора циљати конца на одређене објекте да би ступио у интеракцију са њима или да би бацио или користио предмет који се тренутно држи (на пример, бацање лопте на прозор или циљање пајсером у ексере да их уклони). У инвентару се могу држати до четири предмета. Предмети исте врсте не могу се слагати заједно у један слот. 

## Плот
Дете по имену Ники Рот јури лопту низ улицу када чује вриске из куће његовог комшије која припада Теодору Петерсону. Ники иде да истражује и сведочи како господин Петерсон закључава некога у свом подруму . Ники се ушуња у кућу, пронађе кључ од подрума и уђе. Открива да је господин Петерсон претворио свој подрум у импровизовану подземну тамницу, али не налази ни трага од било каквог затвореника. Господин Питерсон затим јури Никија и затвара га у тамницу, чиме почиње Act 2. Он успева да побегне из своје ћелије и дође до површине, само да би открио да је господин Питерсон подигао масивну ограду око свог имања како би спречио бекство. Ники је приморана да реши неколико загонетки како би пронашла начин да побегне од имовине господина Петерсона. Када пређе ограду, бежи назад својој кући, а господин Петерсон не јури.
Током Act 1 и 2, ако господин Петерсон ухвати Никија пре него што успе да заврши своје циљеве, имаће живописне ноћне море о прошлости господина Петерсона. Ове ноћне море постепено откривају позадину господина Петерсона, наговештавајући да је некада био срећан породичан човек. Међутим, након што су му жена и ћерка погинуле у две одвојене несреће, он је постао пустињак и, у својој тузи, закључао је сина у подрум како би спречио да се повреди. Позадина господина Петерсона је даље објашњена у књизи Hello Neighbor: Missing Pieces и игри прекуел Hello Neighbor: Hide and Seek .
Годинама касније, одрасли Ники је избачен из свог стана и одлучује да се врати у своју стару породичну кућу. Његов град из детињства коначно је подлегао својој окрутној судбини. Налази кућу у запуштеном стању, док дом господина Петерсона такође није ништа друго до гомила рушевина. Док прегледа рушевине, Никија прогања мрачно створење налик сенци („Ствар“), и он се враћа у свој дом где проналази стару слику себе као детета. Након што се јавио на телефон, Ники поново види чудовиште из сенке. Верујући да халуцинира, он заспи као чин самотерапије . Пробудио га је дечји врисак и открива да се кућа господина Петерсона вратила, и надреалнија него раније, због његове трауме . Ники се креће по кући и има надреална искуства, као што је учење двоструког скока тако што се скупља и покушава да упали светло које је далеко ван домашаја.
На крају, улази у подрум, сада старији и надреалнији. Када Ники изађе из подрума, затече се како покушава да сруши огромног господина Петерсона да би ушао у кућу на својим леђима. Након што то уради, мора да заштити млађу верзију себе од огромне мрачне фигуре у сенци зване „Ствар“. Сваки пут када Ствар нападне и Ники заштити своје млађе, Ники постаје све већи док не може да се бори са Стваром. Након што је Ствар поражена, Ники види господина Петерсона у малој двособној кући. Када угледа Ники, очајан трчи према прозору као да тражи помоћ, али онда слеже раменима и са тугом се окреће. У другој соби је много мања ствар. Г. Петерсон је закачио врата са своје стране и поставио столицу уз њих, што је значило да господин Петерсон никада није превазишао своје страхове. Ствар се види како стоји одмах поред врата на другој страни. Иза њега су још једна врата са натписом за излаз изнад њих.
Кроз догађаје у игри се подразумева да је већина Act 3 и Finale је ноћна мора која се дешава у Никијевој глави и да његов бекство из куће значи да се коначно помирио са киднаповањем као дете од стране господина Петерсона . Међутим, Никита Колесников (дизајнер игре) потврдио је да ништа у игри није сан, на велику збуњеност фанова због тога што је Ники заспао на почетку Act 3.

## Развој
Игра је објављена као алфа верзија на веб локацији Dynamic Pixels 2015. Касније је одобрена за продају као игра за рани приступ од стране Steam Greenlight програма и покренута је Kickstarter кампања за финансирање даљег развоја. Студио је потписао уговор са tinyBuild-ом за објављивање игре.  Пре-Алпха верзија игре је објављена у септембру 2016.    Алфа 1 верзија Hello Neighbor је објављена 26. октобра 2016.    Алфа 2 је објављена 22. новембра 2016. Алфа 3 је објављена 22. децембра 2016. Алфа 4 је објављена 4. маја 2017.
Игра је ушла у бета фазу 25. јула 2017.   За Ноћ вештица 2017, објављен је промотивни мод који укључује више елемената из инди игре Bendy and the Ink Machine . Мод укључује црно-жуту нијансу, мастило, музику из игре и вишеструка појављивања Бендија.  Првобитно је игра била постављена за пуно издање 29. августа 2017,  али је одложена до 8. децембра 2017.  
Игра је објављена за Microsoft Windows и Xbox One 8. децембра 2017. Одређена Microsoft ексклузива, Hello Neighbor је касније пренет на Nintendo Switch, PlayStation 4 и мобилне уређаје.  Мобилне верзије игре су подржане само на ограниченом броју уређаја и долазе са бесплатном пробном верзијом која омогућава играчима да играју кроз Act 1, уз опцију да откључају преостала два дела и Финале куповином у игри. 

## Франшиза

### Игре
У јулу 2020. године, tinyBuild је преузео развојни тим од Dynamic Pixels-а да успостави нови студио под именом Eerie Guest Studios и уложио 15 million долара у серију Hello Neighbor . 

#### Hello Neighbor: Hide & Seek
Прекуел за Hello Neighbor, под називом Hello Neighbor: Hide & Seek, најављен је током PAX West-а у августу 2018. и објављен 7. децембра 2018. на истим платформама као и оригинална игра, укључујући системе који нису Microsoft-ови.  Смештен неколико година пре догађаја из оригиналне игре, Hide & Seek се бави догађајима у животу господина Петерсона због којих је постао пустињак.  Игра је слична оној у Hello Neighbor-у, али уместо Ники, играч контролише ћерку господина Петерсона Мију док се игра жмурке са својим братом Ароном (који заузима место комшије), у различитим фиктивним сценаријима . Прича је испричана кроз сцене између нивоа, које откривају да мајка деце гине у саобраћајној несрећи негде током догађаја у игрици. У својој тузи, Арон је касније гурнуо Мију са крова куће, што је резултирало њеном случајном смрћу .

#### Secret Neighbor
Secret Neighbor, спин-офф за више играча Hello Neighbor, најављен је 10. јуна 2018. и објављен 24. октобра 2019. за Xbox и PC.  Смештен између прва два чина Hello Neighbor, прати Никијеве пријатеље док покушавају да га спасу из куће господина Петерсона. Деца су представљена различитим класама, од којих свака има своје јединствене вештине и способности, и морају да прикупе кључеве потребне за откључавање врата подрума куће. Међутим, једно од деце је прерушени господин Питерсон, а такође има на располагању различите способности засноване на класи које се могу користити да збуне, превари, заробе или на други начин спрече децу да постигну свој циљ.

#### Hello Engineer
Hello Engineer, игра за изградњу машина за више играча смештена у универзум Хелло Неигхбор, објављена је 20. октобра 2020. Трејлер за откривање игрице објављен је четири дана касније. У Hello Engineer, група играча истражује отворени свет заснован на напуштеном забавном парку Златна јабука и морају сакупљати отпатке да би направили разне машине, избегавајући покушаје господина Петерсона да их ухвати. Игра је објављена за сервис за игре у облаку Google Stadia 26. октобра 2021. 

#### Hello Neighbor Diaries
Hello Neighbor Diaries, мобилни спин-офф првог Hello Neighbor, објављен у 11 региона 22. јуна 2022. као пробно лансирање и тек треба да буде објављен на глобалном нивоу. Првобитно је објављена као Ницки'с Диариес на мобилном порту прве игре. Смештен у франшизи књига, млади Ники Рот мора да сложи мистерије из свог детињства.

#### Hello Neighbor 2
Нова игра Hello Neighbor првобитно названа Hello Guest касније је откривено да је пре-Алфа Hello Neighbor 2, а 23. јула 2020. најављена је као званични наставак оригиналне игре. На исти дан, Алфа 1 је такође објављен, а Алпха 1.5 је објављен 26. октобра 2020.  Најављено је да ће наставак бити доступан за Microsoft Windows и Xbox Series X/S .  10. децембра 2021. објављено је да ће затворена Бета верзија бити објављена 7. априла 2022. која ће бити доступна само онима који преднаруче игру. 10. фебруара 2022. године објављено је да ће Hello Neighbor 2 такође бити објављен на PlayStation 4 и 5 . тиниБуилд је најавио да се очекује да ће комплетна игра бити објављена 6. децембра 2022. 

### Анимирана серија
Анимирана серија заснована на Hello Neighbor-у најављена је 17. априла 2020, а пилот епизода је објављена на Јутубу истог дана.   Пилот је пратило више од 11 милиона гледалаца током прве недеље, што је генералном директору tinyBuild-а Алексу Ничипорчику „показало снагу Hello Neighbor као франшизе“. 

## Пријем
Игра је добила углавном негативне критике од стране критичара, критикујући њену игру, шему контроле и техничке перформансе, док су неки хвалили аспекте приче и уметнички стил. Према веб-сајту за прикупљање рецензија Metacritic, Hello Neighbor је добио „генерално неповољне критике“ на свим платформама.   